# Хогерланд, Джонни
Джонни Хогерланд (нидерл. Johnny Hoogerland; род. 13 мая 1985, Ерсеке, Зёйд-Бевеланд) — нидерландский профессиональный шоссейный велогонщик, выступающий за команду Vacansoleil-DCM.

## Карьера
Впервые Джонни Хогерланд заявил о себе в 2001 году, когда выиграл молодёжную версию знаменитой однодневной гонки Тур Фландрии. Спустя два года Хогерланд оказался в молодёжном составе команды Quick Step, но особых успехов не снискал — лучшим местом для него стало восьмое на домашней гонке Olympia’s Tour.
В 2004 году нидерландец подписал первый профессиональный контракт с малоизвестной командой «Van Hemert - Eurogifts». В этой команде успех молодому гонщику не сопутствовал, хотя на одном из этапов гонки Ster Elektrotoer он занял четвёртое место, отобравшись в удачный отрыв.
Год спустя Джонни едва не выиграл молодежную версию гонки Париж-Рубе, уступив только россиянину Дмитрию Козончуку. Кроме этого зеландец завоевал ещё несколько призовых мест на гонках менее престижного калибра. Эти успехи позволили перейти Хогерланду в велосипедную команду «Jartazi-7Mobile», за которую он выступал в 2006 году, но ничем особенным не выделился.
В 2007 и 2008 годах Хогерланд выступал за континентальную команду «Van Vliet-EBH Advocaten». За это время он одержал две победы — на этапе Тура Словакии и на третьем горной гонки Clasico Banfoandes по дорогам Венесуэлы. Кроме побед Джонни показал ещё несколько обнадёживающих результатов и привлек к себе внимание скаутов команды Vacansolei, с которой в 2009 году подписал контракт.
В составе новой команды нидерландец сразу одержал победу в многодневке — выиграл этап и общий зачет гонки Driedaagse van West-Vlaanderen, проходившей по дорогам восточной Фландрии. Кроме этого, он завершил испанскую Вуэльту на высоком 12-м месте, принял участие в Чемпионате мира, где завершил групповую гонку 14-м, а на престижной гонке Джиро ди Ломбардия и вовсе замкнул пятёрку сильнейших. Главным успехом 2010 года для Хогерланда стала его победа в спринтерской и горной номинациях на Туре Польши. Также голландец выиграл горный зачёт на Туре Британии.
Проявив горные способности на недельных гонках, Хогерланд решил бороться за победы в горных номинациях на Гранд Турах. На Джиро 2011 Джонни был близок к тому, чтобы первенствовать на высочайшей вершине гонки — Пассо ди Джау, но уступил первенство Стефано Гарцелли и Микелю Ниеве. На французском Туре Хогерланд и вовсе некоторое время был лидером горного зачёта, а на пересечённом девятом этапе отобрался в сильный отрыв и выиграл все горные премии. На этом этапе Хогерланд реально претендовал на победу, но за несколько десятков километров до финиша он и Хуан Антонио Флеча были сбиты машиной французского телевидения, в результате чего нидерландец влетел в ограждение из колючей проволоки. Несмотря на тяжёлые повреждения, Джонни смог финишировать и получить гороховую майку. После этапа ему было наложено 33 шва на раны, полученные в результате падения. Хогерланд продолжил гонку, но травмы не позволили ему бороться за гороховую майку — в этой классификации он замкнул десятку сильнейших, а в общем зачёте оказался на 74-м месте. Падение принесло малотитулованному гонщику большую популярность среди болельщиков.

## Личная жизнь
25 декабря 2013 года в семье Джонни Хугерланда и Герды родилась дочь - Саар.